# Терская
Те́рская (осет. Терскæй) — станица в Моздокском районе Республики Северная Осетия — Алания. 
Административный центр муниципального образования «Терское сельское поселение».

## Географическое положение
Станица расположена в восточной части Моздокского района, на правом берегу реки Терек. Находится в 4 км к юго-востоку от районного центра Моздок и в 85 км к северу от города Владикавказ.
Через станицу проходит участок автомобильной дороги «Моздок — Октябрьское», ведущая вдоль правого берега реки Терек в Чечню. Региональные автодороги связывают станицу с населенными пунктами Моздокского района и соседних субъектов.
Граничит с землями населённых пунктов: Калининский на западе и Октябрьское на юго-востоке.
Населённый пункт расположен к югу от реки Терек, на моздокской равнине. Рельеф местности преимущественно равнинный, без резких колебаний относительных высот. Средние высоты на территории села составляют 135 метров над уровнем моря.
Гидрографическая сеть на территории села в основном представлены рекой Терек и искусственными водоканалами. К югу от села проходят водоканалы — Надтеречный и 1-й Кизлярский.
Климат влажный умеренный. Среднегодовая температура воздуха составляет около +10,5°С. Температура воздуха в среднем колеблется от +23,5°С в июле, до -2,8°С в январе. Среднегодовое количество осадков составляет около 530 мм. Основное количество осадков выпадает в период с мая по июль. В конце лета из района Прикаспийской низменности дуют суховеи.

## История
Станица была основана в 1859 году, как хутор Надтеречный. В 1866 году высочайшим императорским повелением хутор Надтеречный переименован в станицу Терскую.
В 1869 году в станицу переселили жителей упраздненной станицы — Камбилеевская, а затем часть станицы Галашевской и некоторые семьи из Сунженской станицы.
В 1893 году в Терской проживали 2147 человек. Из них православных 1943, старообрядцев 109, молокан и баптистов 97. На 1912 год здесь проживало 4417 жителей.
С установлением советской власти до 1940-х годов станица несколько раз передавалась от одной административно-территориальной единицы к другой, из-за своего географического положения на стыке нескольких национальных округов.
В 1944 году вместе с городом Моздок и его окрестностями была передана в состав Северо-Осетинской АССР. В том же году избрана центром новообразованного Терского сельского Совета.

## Население
| 2002 | 2010  | 2021  |
| ---- | ----- | ----- |
| 3015 | ↘2662 | ↗2837 |

Национальный состав
По данным Всероссийской переписи населения 2010 года:
| Народ    | Численность, чел. | Доля от всего населения, % |
| -------- | ----------------- | -------------------------- |
| русские  | 2 399             | 90,1 %                     |
| осетины  | 88                | 3,3 %                      |
| чеченцы  | 33                | 1,2 %                      |
| украинцы | 31                | 1,2 %                      |
| другие   | 111               | 4,2 %                      |
| всего    | 2 662             | 100 %                      |

## Образование
- Средняя общеобразовательная школа — ул. Ленина, 17.
- Начальная школа Детский сад «Теремок» — ул. Ленина, 14.

## Здравоохранение
- Врачебная амбулатория — ул. Комсомольская, 83.

## Русская православная церковь
- Храм Усекновения главы Иоанна Предтечи[6]

В станице находилась церковь Иоанна Предтечи. Она была выстроена в 1861 году еще в станице Камбилеевской, после упразднения которой, в 1870 году, церковь перенесли в станицу Терскую. Церковь представляла собой большое здание, похожее на казарму, сверху купол с крестом, и только этим храм отличался от других зданий. Храм был очень низким, так что, подъезжая к станице, его невозможно было рассмотреть. Как писал в 1893 году очевидец: «Внутренность церкви очень бедна, нет ни одной станицы, где бы была церковь так бедна, как в станице Терской, и хотя о её улучшении много говорилось, но до сего времени ничего не сделано».

## Известные уроженцы
- Николай Фёдорович Науменко — советский военачальник, участник Великой Отечественной войны, генерал-полковник авиации.